# Orchid (гурт)
Orchid — американський скрімо-гурт з міста  Емгерст, штат Массачусетс. Гурт був активний у 1997–2002 роках, в ті ж часи випустив кілька мініальбомів, сплітів, а також три студійні альбоми. До складу гурту входять вокаліст Джейсон Ґрін, ударник Джеффрі Салейн, гітарист Вілл Кіллінґсворт, гітарист Бред Воллес і басист Джоф Ґарлок.
Orchid випустили три повноформатні альбоми під час свого початкового періоду діяльності та зіграли фінальний концерт у день виходу останнього альбому. У 2024 році гурт возз’єднався для туру — це були їхні перші виступи за 22 роки.

### Історія
Гурт був заснований на початку 1998 року, коли Джейсон Ґрін, Вілл Кіллінґсворт і Бред Воллес навчалися в  Гемпширському коледжі, а Джефф Салейн відвідував Массачусетський університет в Емгерсті.
Orchid випустили три альбоми: Chaos Is Me у 1999 році, Dance Tonight! Revolution Tomorrow у 2000 році та Gatefold у 2002 році. Гурт відіграв свій фінальний концерт початкового періоду 9 липня 2002 року, у день виходу Gatefold.
У 2005 році посмертно вийшла компіляція під назвою Totality. Вона складалася з 24 треків, що включали рідкісні B-сайди та матеріали зі сплітів, які раніше були доступні лише на вінілі.
Пізніше Джейсон Ґрін заснував хардкор-панк супергурт під назвою Violent Bullshit разом із учасниками Black Army Jacket та the Fiery Furnaces. Джейсон Ґрін, Вілл Кіллінґсворт та Джоф Ґарлок нині разом грають у гурті Ritual Mess.
Ґрін також записав вокал для "Pow Pow", провідного синглу альбому гурту LCD Soundsystem This Is Happening (2010).
Гурт отримував численні пропозиції возз’єднатися, найвигідніша надійшла від Roadburn Festival у Нідерландах, але Ґрін не розповів своїм колегам, оскільки гурт не виявляв зацікавленості в поверненні. Після інтерв’ю з Machine Music Ґрін, Кіллінґсворт і Воллес розпочали процес возз’єднання гурту. У грудні 2023 року Orchid оголосили про реюніон і тур у 2024 році. Перший концерт гурту за 22 роки відбувся 5 травня 2024 року у The Drake в Емгерсті, Массачусетс. Для реюніонних виступів оригінальний басист Бред Воллес повернувся до гурту як додатковий гітарист.

### Стиль
Музичний стиль Orchid (який переважно описують як хардкор-панк та скрімо) вирізняється сильною  дисонантністю, швидкістю та хаотичністю. Він поєднує мелодичний і поетичний підхід  пост-хардкору та емо з екстремальністю  павервайоленсу (злиття, яке іноді називають емовайоленс) та  грайндкору.
Італійський сайт «Emotional Breakdown» дав позитивну рецензію на компіляційний альбом Orchid Totality, зазначивши: «[Orchid] — це концентрована сутність найзворушливішої музики, яку ви можете собі уявити: голосові зв’язки, натягнуті до розриву, музика звучить темно й відчайдушно. Вони володіють усіма цими характеристиками як беззаперечні майстри, які навчили багатьох послідовників, у всьому своєму цинічному блиску».

### Спадщина
Orchid вважаються визначним та класичним гуртом у жанрі скрімо. Ларс Готріх із NPR music зараховує Orchid (разом із гуртами Pg. 99, Circle Takes the Square та Majority Rule) до важливих впливів на емоційний пост-хардкор. Ґрін зазначав: «ми просто називали себе хардкор-гуртом».
Канадський пост-хардкор гурт Silverstein зробив кавер на "Destination: Blood" у своєму альбомі Short Songs. Триб’ют-альбом Epilogue of a Car Crash! було випущено у 2013 році лейблом Dog Knights Productions. Piet Onthel зробили кавер на "Weekend At The Fire Academy" у своєму демо 2018 року. Letters of Marque виконали кавер на "Lights Out" у збірці Spring Roots & Lullabies, створеній у 2023 році як благодійний проєкт для Trans Lifeline.

### Дискографія
- Chaos Is Me (дебютний студійний альбом, випущений 21 червня 1999 року лейблом Ebullition Records)
- Dance Tonight! Revolution Tomorrow! (другий альбом, випущений на 10-дюймовій вініл-платівці 4 грудня 2000; різні кольори пресів)
- Gatefold (третій і останній студійний альбом, випущений 9 липня 2002; стилістичний відхід до sasscore / art-punk, але з powerviolence)

### Альбоми
- Chaos Is Me (Ebullition, 21 червня 1999)
- Dance Tonight! Revolution Tomorrow! (Ebullition, 4 грудня 2000)
- Gatefold (Ebullition, 9 липня 2002)

### Компіляції
- Dance Tonight! Revolution Tomorrow! + Chaos Is Me (Ebullition, 10 Вересня 2002)
- Totality (Clean Plate, CD, 15 Січня 2005, вініл 2014)

### Сінгли та EP
- We Hate You Demo (самвидав, 1997)
- Split with Pig Destroyer (Amendment, 1997)
- Orchid 7" (Hand Held Heart, 1998)
- Split with Encyclopedia Of American Traitors (Witching Hour Records, 1998)
- Split with Combat Wounded Veteran (Clean Plate, 2000)
- Split with The Red Scare (Hand Held Heart, 2000)
- Split with Jeromes Dream (Witching Hour Records, 2000)

### Участь в добірках
- "Weekend at the Fire Academy" на Songs Of The Dead (1998, Ape Records)
- "September 18th, 1993" на Falafel Grind (1999, Obscene Productions)
- "How Far It's Gone" на Better Luck Next Time (1999, Witching Hour Records)
- "Flip The Tape" на Tribute To Fort Thunder (US Pop Life Vol.12) (2001, Contact Records)